# Homoneura xiaolongmensis
Homoneura xiaolongmensis är en tvåvingeart som beskrevs av Gao, Yang och Stephen D. Gaimari 2004. Homoneura xiaolongmensis ingår i släktet Homoneura och familjen lövflugor. Inga underarter finns listade i Catalogue of Life.